# Madżed Nasir
Madżed Nasir Humaid Bakheit Al-Makdemi (ur. 1 kwietnia 1984) – emiracki piłkarz występujący na pozycji bramkarza w drużynie Al-Wasl Dubaj.

## Kariera piłkarska
Madżed Nasir jest wychowankiem klubu Al-Ahli Fudżajra. Od 2005 gra w barwach innej emirackiej drużyny – Al-Wasl.
W reprezentacji Zjednoczonych Emiratów Arabskich zadebiutował w 2005. Był powoływany na dwa turnieje o Puchar Azji: w latach 2007 i 2011.